# پاول یولیوس رویتر

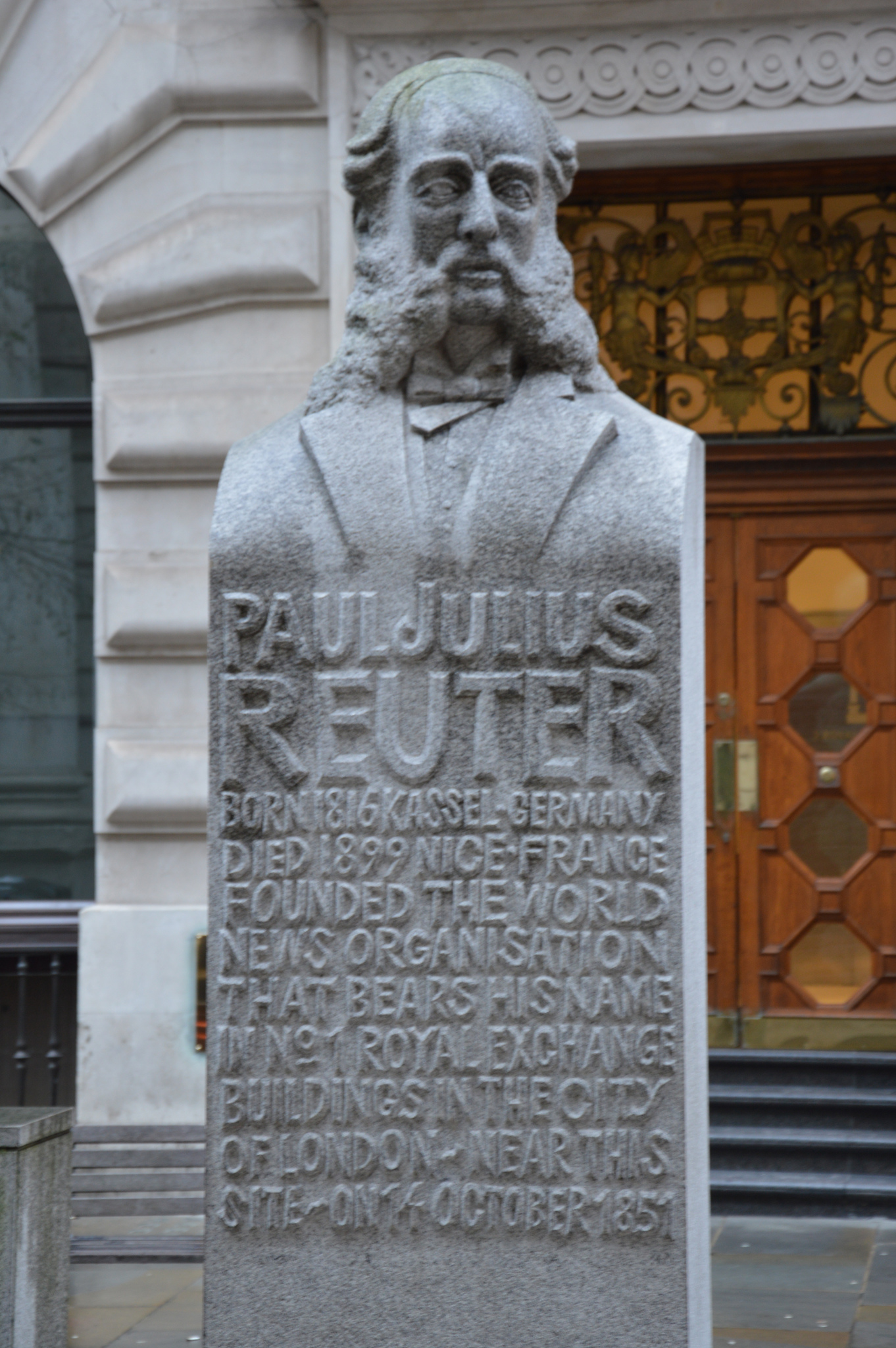
مجسمهٔ رویتر در لندن

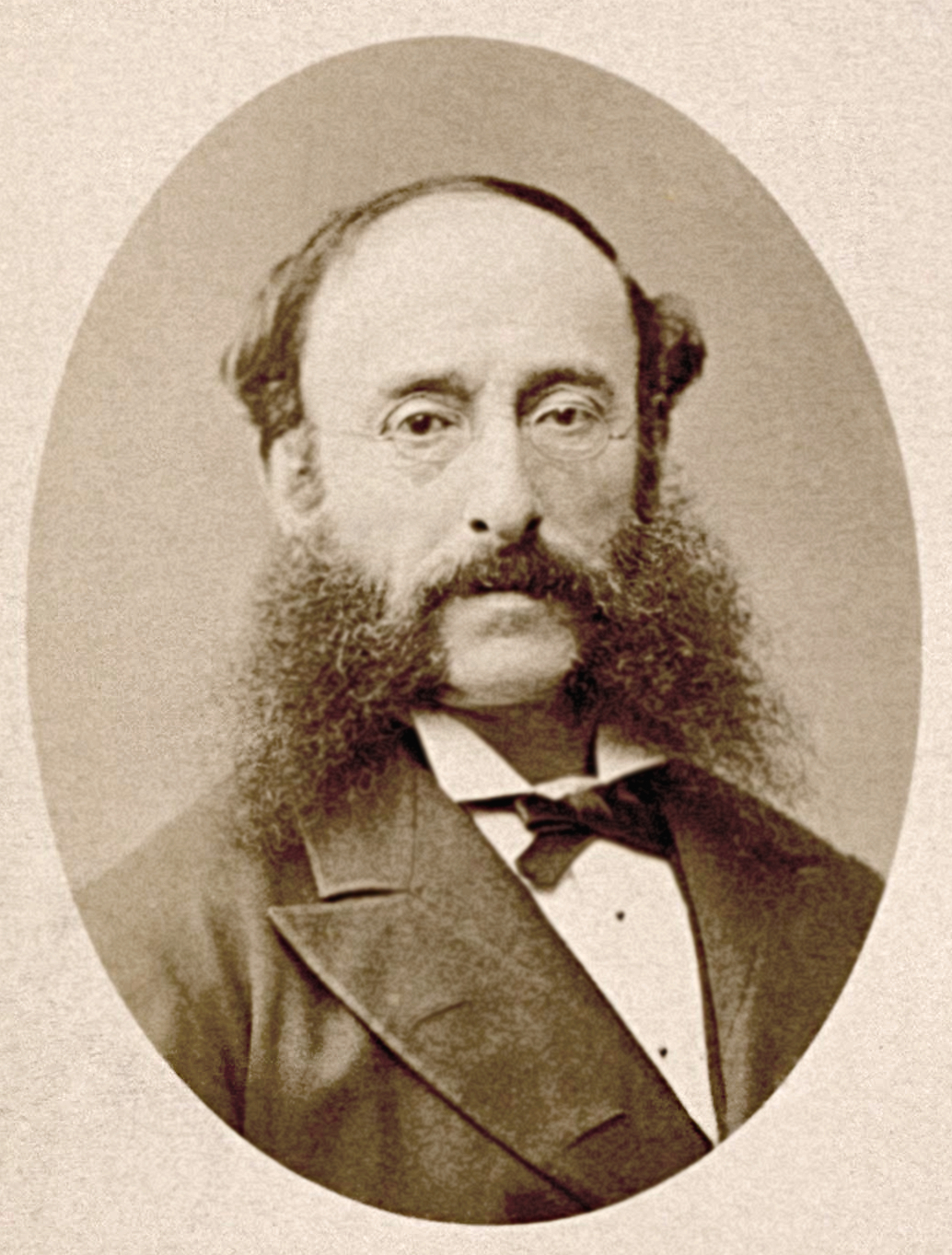
عکس رویتر در سال ۱۸۶۰ میلادی

بارون جولیوس دو رویتر (به آلمانی: Paul Julius Freiherr von Reuter) (۲۱ ژوئیهٔ ۱۸۱۶–۲۵ فوریهٔ ۱۸۹۹) (۱۰ تیر ۱۱۹۵–۶ اسفند ۱۲۷۷) یک کارآفرین آلمانی-بریتانیایی بود که در استفاده از تلگراف و مخابرهٔ اخبار در عصر خود از پیشگامان به‌شمار می‌رفت. وی روزنامه‌نگار و مؤسس آژانس خبری رویترز بود. او در میان ایرانیان به‌دلیل عقد امتیازنامهٔ رویتر با دربار ناصرالدین‌شاه قاجار شهرت یافته‌است؛ او در این امتیازنامه کنترل تمامی منابع طبیعی ایران را با اعطای وامی به ناصرالدین‌شاه قاجار به دست آورد.
برخی او را به پاس تأسیس بانک شاهنشاهی ایران در سال ۱۸۸۹ میلادی بنیان‌گذار بانکداری نوین در ایران می‌دانند.
لرد کرزن، امتیازنامهٔ رویتر را بزرگ‌ترین اعطای منابع مالی یک کشور به یک فرد خارجی در تمامی تاریخ دانست.

## کودکی و نوجوانی
او در ۲۱ ژوئیهٔ ۱۸۱۶ با نام اسرائیل بئر یوسافات (Israel Beer Josaphat) در شهر کاسل آلمان در خانواده‌ای یهودی به دنیا آمد. پدر وی خاخام ساموئل لوی یوسافات و مادرش بتی زاندرس نام داشت. خاخام یوسافات که مشاورهٔ قضایی اقلیت یهود را بر عهده داشت یک سال پیش از جنگ واترلو از چنگ سربازان ناپلئون بناپارت فرار کرد و به شهر کاسل پناه آورده بود. دو سال بعد وی صاحب پسری شد که او را اسرائیل نامید. در سال ۱۸۲۹ ساموئل مرد و اسرائیل در سن ۱۳ سالگی یتیم شد.
اسرائیل مجبور شد برای تأمین زندگی خانواده به شهر گوتینگن آلمان رفته و نزد پسرعموی خود که بانکدار بود مشغول به کار شود. اسرائیل در شهر گوتینگن با کارل فریدریش گاوس ٬ریاضیدان مشهور، آشنا شد که در آن زمان سرگرم همکاری با ویلهلم ادوارد وِبِر، فیزیکدان مشهور، در مورد انتقال سیگنال‌های برق از طریق سیم بود. این آشنایی از آنجا شروع شد که اسرائیل توانست با تذکر یک اشتباه ریاضی بزرگ در حساب بانکی گاوس، توجه او را به خود جلب کند. در طول همین آشنایی بود که گاوس اهمیت آزمایش‌هایش را برای اسرائیل جوان توضیح داد.

## جوانی و میانسالی
اسرائیل در ۲۱ اکتبر ۱۸۴۵ به لندن نقل مکان کرد و در آن‌جا خود را با نام یوزف یوسافات معرفی می‌کرد. در ۱۶ نوامبر همان سال طی مراسمی که در کلیسای لوتری‌های آلمانی سنت جورج در لندن برگزار شد به مسیحیت گروید و نام پاول یولیوس رویتر را برگزید. یک هفته بعد مورخ ۲۳ نوامبر در برلین با دختر یکی از بانکداران شهر به نام ایدا ماریا الیزابت کلمنتین ماگنوس ازدواج کرد.
رویتر که یک کارمند بانک بود، در چاپخانهٔ رویتر و استارگارت شریک شد. این چاپخانه شب‌نامه‌هایی در ابتدای جنبش‌های ۱۸۴۸ منتشر کرد که باعث توجه مقامات دولتی به وی شد. پس از انقلاب نافرجام ۱۸۴۸ از آلمان فرار کرد و به پاریس رفت. در پاریس تلاش کرد تا با آژانس خبری شارل لویی هاواس کار کند؛ آژانسی که بعدها خبرگزاری فرانسه نام گرفت. در آن هنگام که تلگراف در حال تحول بود، رویتر نخست «آژانس خبری رویتر» را در آخن بنیان گذاشت. وی از کبوترهای نامه‌بر برای انتقال پیام از آخن به بروکسل و بالعکس استفاده می‌کرد. این راه ارتباطی راه پیوند بین برلین و پاریس بود. کبوترهای نامه‌بر بسیار سریع‌تر از قطارهای پُست حرکت می‌کردند و بدین ترتیب رویتر می‌توانست پیش از دیگران از اخبار بورس پاریس باخبر شود. در سال ۱۸۵۱ کبوترهای نامه‌بر جای خود را به یک خط مستقیم تلگراف دادند. کمی بعد یک خط تلگراف بین بریتانیا و سرزمین اروپا از طریق کانال مانش ایجاد شد. این خط در سال ۱۸۶۳ تا سواحل جنوب غربی ایرلند در کورک توسعه یافت. در آنجا کشتی‌هایی که از آمریکا می‌آمدند قوطی‌هایی که محتوی اخبار بودند را به دریا می‌انداختند. این اخبار با استفاده از تلگراف به لندن مخابره می‌شد و بدین ترتیب خبرها پیش از رسیدن خود کشتی‌ها می‌رسیدند.
رویتر در سال ۱۸۵۱ به لندن بازگشت و دفتری در سازمان بورس لندن راه انداخت. او رویترز که تا کمی بعد یکی از اصلی‌ترین خبرگزاری‌های مالی جهان شد را در این شهر تأسیس کرد.
رویتر در ۱۷ مارس ۱۸۵۷ به عنوان یک شهروند بریتانیایی پذیرفته شد و در ۷ سپتامبر ۱۸۷۱ دوک آلمانی زاکسن-کوبورگ و گوتا لقب بارون (فرایهر) را به یولیوس رویتر اعطا کرد. این عنوان بعدتر توسط ملکه ویکتوریا به منظور انتقال تمام مزایای نجیب‌زادگی در انگلستان تأیید شد.

## زندگی خانوادگی
بارون دو رویتر سه پسر داشت. هربرت، دومین بارون دو رویتر؛ جرج، سومین بارون دو رویتر و آندره رویتر. تنها دختر وی کلمنتاین ماریا نام داشت که با کنت اتو استنبوک و پس از مرگ وی با سر هربرت چرمساید، فرماندار کوئینزلند ازدواج کرد. جرج، سومین بارون دو رویتر دو پسر به نام‌های الیور (چهارمین بارون دو رویتر) و رونالد رویتر داشت. آخرین عضو خانواده مارگریت، بارونس دو رویتر، بیوهٔ چهارمین بارون (عروس نوهٔ پاول یولیوس) بود که در ۲۵ ژانویهٔ ۲۰۰۹ در سن ۹۶ سالگی درگذشت.

## در ایران

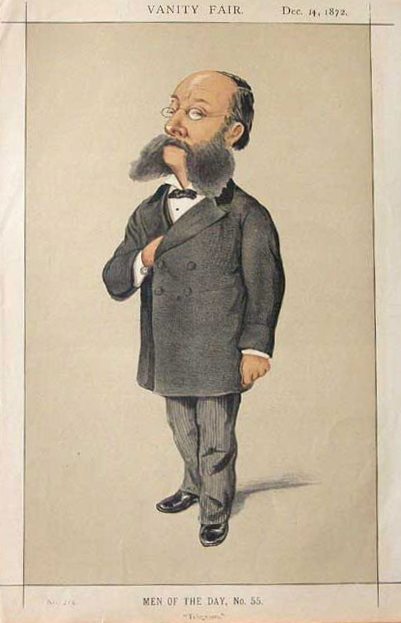
کاریکاتور رویتر در سال ۱۸۷۲ میلادی

رویتر در سال ۱۸۷۲ با ناصرالدین‌شاه قاجار وارد مذاکره شد و موفق شد که امتیازنامهٔ رویتر را از وی در قبال اعطای وام بگیرد. به موجب این امتیاز، ساختن هرگونه راه و راه‌آهن و سد از دریای مازندران تا خلیج فارس و بهره‌برداری از همهٔ معادن ایران (به‌جز طلا و نقره)، ایجاد مجاری آبی و قنات و آبراهه برای کشتیرانی یا کشاورزی؛ ایجاد بانک و هرگونه کمپانی صنعتی در سراسر ایران؛ حق انحصار کارهای عام‌المنفعه؛ استفاده و بهره‌برداری از جنگل‌های ایران برای مدت هفتاد سال و استفاده از گمرکات ایران به مدت بیست و پنج سال در ازای پرداخت دویست هزار لیرهٔ انگلیسی و سود ۵٪ در اختیار رویتر قرار گرفت که بعداً معلوم شد که میرزا حسین‌خان سپهسالار ۵۰ هزار لیرهٔ انگلیسی، میرزا ملکم‌خان ۲۰ هزار لیرهٔ انگلیسی، معین‌الملک ۲۰ هزار لیرهٔ انگلیسی و مبالغی نیز اقبال‌الملک به عنوان رشوه برای عقد این قرارداد از انگلیسی‌ها دریافت کرده‌اند. امتیازنامهٔ رویتر به‌دلیل مخالفت شدید روحانیون شیعه که اعتقاد داشتند شاه در قبال مبلغی تمامی کشور را به یک یهودی فروخته‌است و فشار دولت روسیه که انگلستان را رقیب خود می‌دانست لغو گردید؛ رویتر اما با تلاش زیاد موفق شد پس از ۱۷ سال در سال ۱۸۸۹ میلادی به تأسیس بانک شاهی ایران بپردازد. از این بانک، به‌عنوان «نخستین بانک ایران» یاد می‌شود و نخستین بار اسکناس را در ایران چاپ نمود.

## پس از مرگ
پاول رویتر در ویلای رویتر در شهر نیس فرانسه درگذشت و جسدش در آرامگاه خانوادگی در گورستان وست نوروود لندن دفن شد.
ادوارد جی. رابینسون در فیلم مرسوله‌ای از رویترز (۱۹۴۰) محصول برادران وارنر نقش رویتر را بازی کرد.
آژانس خبری رویترز در ۲۵ فوریهٔ ۱۹۹۹ به یاد صدمین سالمرگ مؤسس این خبرگزاری جایزه‌ای به نام (جایزهٔ خلاقیت پل جولیوس رویتر) برای دانشگاه‌ها در آلمان در نظر گرفت.